# Les Brown
Les Raymond Brown (ur. 14 marca 1912 w Reinerton w  Pensylwanii, zm. 4 stycznia 2001 w Los Angeles) – amerykański klarnecista, saksofonista, kompozytor i bandlider, oraz aktor.

## Filmografia
- 1963 Zwariowany profesor (The Nutty Professor)
- 1976 The Good Old Days of Radio – telewizyjny

## Wyróżnienia
Ma swoją gwiazdę w hollywoodzkiej Alei Gwiazd.